# Jurģis Kalns
Jurģis Kalns (Liepāja, 5 ottobre 1982) è un allenatore di calcio ed ex calciatore lettone, di ruolo attaccante o centrocampista, tecnico dell'Auda Ķekava.

## Palmarès

### Giocatore

#### Competizioni nazionali
- Campionato lettone: 1

Ventspils: 2008

### Attaccante

#### Competizioni nazionali
- 1. Līga: 1

Tukums 2000: 2019
- Campionato lettone: 1

Valmiera: 2022